# James Mackay, Baron Mackay of Clashfern

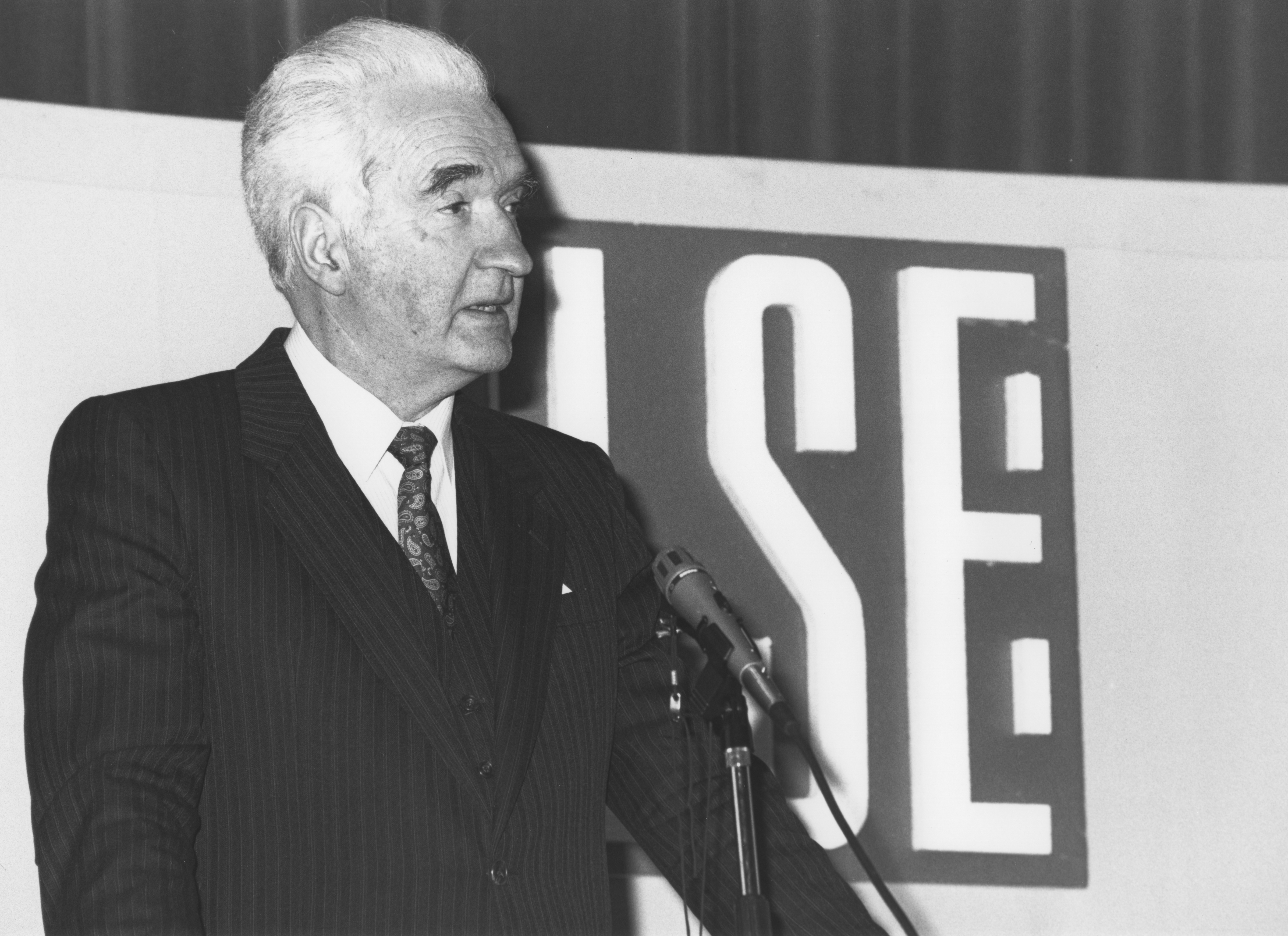
James Mackay

James Peter Hymers Mackay, Baron Mackay of Clashfern, KT, PC, QC (* 2. Juli 1927 in Scourie, Sutherland, Schottland) ist ein britischer Richter, der unter anderem Lord Advocate und Lordkanzler (The Lord High Chancellor of Great Britain) war und zurzeit Lord Clerk Register ist.

## Biografie
Der Sohn eines Signalwärters der Eisenbahn studierte nach dem Besuch der George Heriot’s School Mathematik an der University of Edinburgh und war anschließend als Lehrer an der University of St Andrews. Kurz darauf begann er jedoch ein postgraduales Studium der Rechtswissenschaft und erhielt nach Beendigung des Studiums 1955 die Zulassung als Rechtsanwalt (Barrister). Als Anwalt spezialisierte er sich auf das Steuerrecht und wurde später zum Kronanwalt (Queen’s Counsel) berufen.
1979 wurde er von Premierministerin Margaret Thatcher völlig unerwartet zum Lord Advocate of Scotland berufen und behielt dieses Amt bis 1984. Zugleich erfolgte seine Erhebung in den persönlichen Adelsstand als Life Peer mit dem Titel Baron Mackay of Clashfern, of Eddrachillis in the District of Sutherland, wobei sich Clashfern auf eine Schäferhütte bezieht, die er in seiner Kindheit kannte.
Im Oktober 1987 wurde er als Nachfolger von Michael Havers, Baron Havers zum Lordkanzler (The Lord High Chancellor of Great Britain) berufen und damit zu einem der höchsten und wichtigsten Würdenträger in der Regierung des Vereinigten Königreichs von Großbritannien. Dabei erntete er Bestürzung durch die Ankündigung radikaler Reformen. Sein persönliches Verhalten sorgte auch für Kontroversen bei älteren vom Calvinismus seiner Kirche geprägten Geistlichen, als er 1989 an der Beisetzung eines römisch-katholischen Anwaltskollegen teilnahm. Nach zehnjähriger Amtszeit folgte ihm im Mai 1997 Derry Irvine, Baron Irvine of Lairg im Amt des Lordkanzlers.
Daneben wurde er 1991 Kanzler der Heriot-Watt University. Nach seiner Ablösung als Lordkanzler wurde er 1997 als Knight Companion in den Distelorden aufgenommen. 2005 trat er als Kanzler der Heriot-Watt University zurück.
Seit April 2007 ist er Lord Clerk Register von Schottland und nimmt damit das Amt eines Großen Staatsbeamten (Great Officer of State) wahr. Als solcher wurde er Nachfolger von David Charteris, 12. Earl of Wemyss.